# Sixteen (Funeral for a Friend)
Sixteen è un singolo dei Funeral for a Friend, pubblicato il 7 febbraio 2011, scelto come seconda traccia estratta da Welcome Home Armageddon, quinto album della band, pubblicato poi a marzo dello stesso anno. La canzone era già contenuta nell'EP The Young and Defenceless, che prende proprio il nome da una frase nel testo di Sixteen. La versione live della canzone compare nel Live from the Roundhouse.

## Caratteristiche
A differenza del precedente singolo Front Row Seats to the End of the World e del successivo Broken Foundation, Sixteen è una canzone molto più melodica e senza parti in scream, ma presenta ugualmente una linea musicale energica e vitale, che genera possibilità di essere facilmente cantata dai fan ai concerti. La sua facile trasponibilità nei live e l'apprezzamento dei fan hanno appunto convinto la band a includere la canzone anche nell'album. La critica ha sottolineato come la canzone si avvicini al suono originale della band, in particolare prima dell'uscita di Casually Dressed & Deep in Conversation.
La canzone nasce da un'idea del cantante Matt Davies, che ha scritto lo scheletro acustico della canzone. Successivamente la band ha cercato di adattarla maggiormente allo stile dei Funeral for a Friend, dato che a detta del batterista Ryan Richards sembrava originariamente molto più una canzone dei The Secret Show (il side project country del cantante).

## Video
Il video ufficiale per Sixteen è stato diretto dal gruppo Sitcom Soldiers. Alterna scene della band che suona la canzone in un fienile, a quelle storie della storia narrata: un signore di mezza età ritorna presso i luoghi in cui aveva trascorso la sua adolescenza (il titolo della canzone significa appunto "sedici anni") -approssimativamente negli anni '70 del XX secolo- e ritrova un confanetto che assieme ai suoi amici aveva sepolto nella terra contenente i ricordi delle giornate passate insieme a tirare sassi nel fiume per farli rimbalzare, a giocare con un aeroplano di plastica, con le biglie, con dei bastoni per fingere un combattimento ed anche a bisticciare di tanto in tanto. Preso dalla scia dei ricordi, alla fine del video afferra l'aeroplano e si mette a correre con quello in mano, imitando quello che faceva in gioventù.

## Formazione
- Matthew Davies-Kreye - voce
- Kris Coombs-Roberts - chitarra
- Gavin Burrough - chitarra
- Ryan Richards - batteria e voce
- Richard Boucher - basso